# Ethnologisches Museum von Vietnam

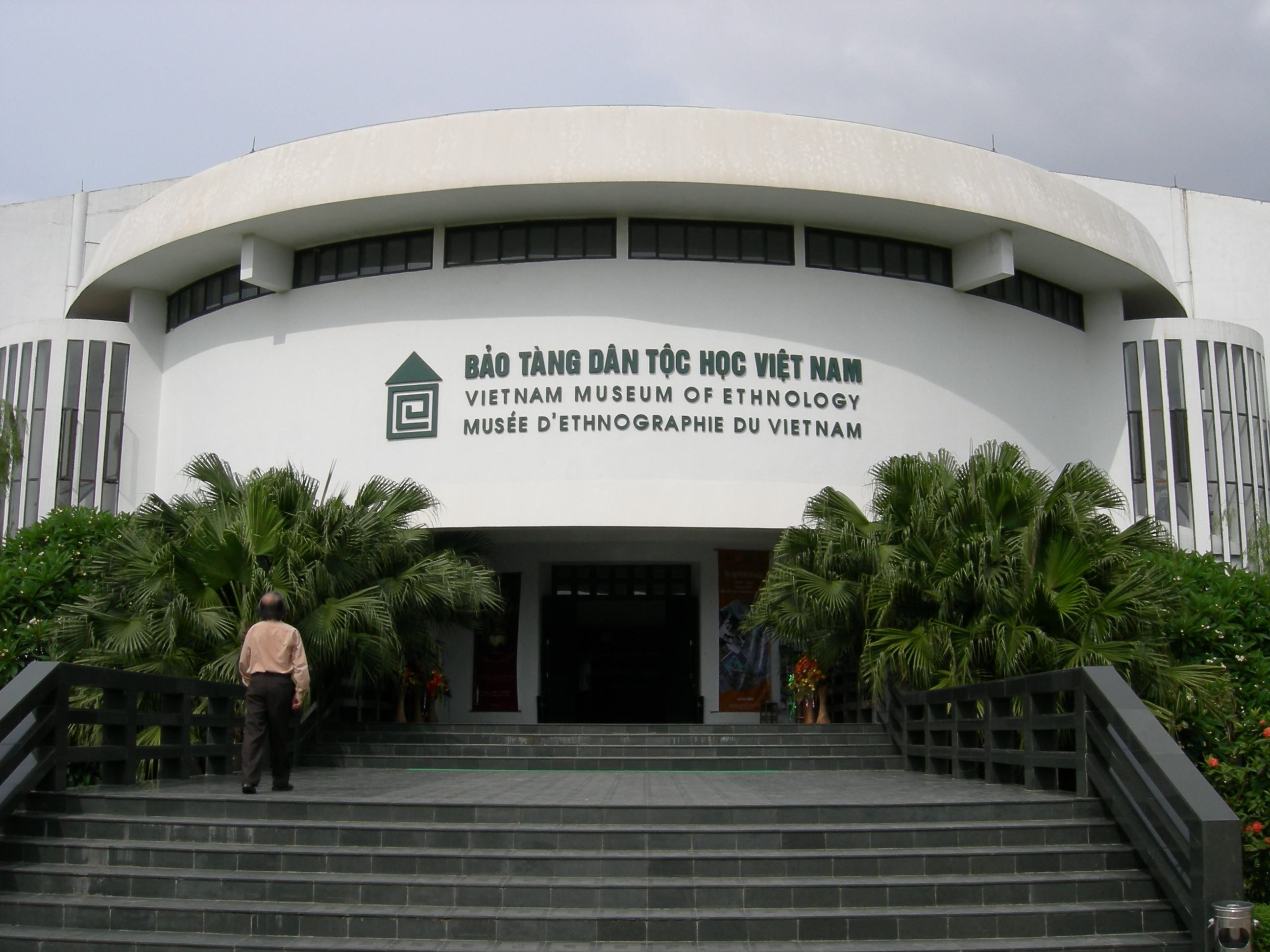
Eingang Ethnologisches Museum von Vietnam, 2006

Das Ethnologische Museum von Vietnam (vietnamesisch Bảo tàng Dân tộc học Việt Nam, englisch Vietnam Museum of Ethnology) ist ein Museum in Hanoi, dessen Schwerpunkt bei den 54 offiziellen Völkern Vietnams liegt. Es liegt auf einem 13 200 m² großen Gelände im  Cầu Giấy Distrikt etwa 8 km von der Stadtmitte. 
Der Bau des Museums wurde 1987 begonnen und 1997 fertiggestellt. Das Ausstellungsgebäude wurde von dem Architekten Ha Duc Linh, einem Angehörigen der vietnamesischen Volksgruppen der Thai, in Form einer Dong-Son-Trommel entworfen. Neben diesem modernen Bau mit seiner umfangreichen Ausstellung gibt es im Freigelände mehrere Hausnachbauten im Originalgröße. Das Museum verfügt über mehr als 15.000 Ausstellungsobjekte. Die Sammlungen sind auf Vietnamesisch, Englisch und Französisch beschriftet. Das Museum hat sich in kurzer Zeit zu einem der wichtigsten touristischen Objekte Hanois entwickelt. 

## Galerie

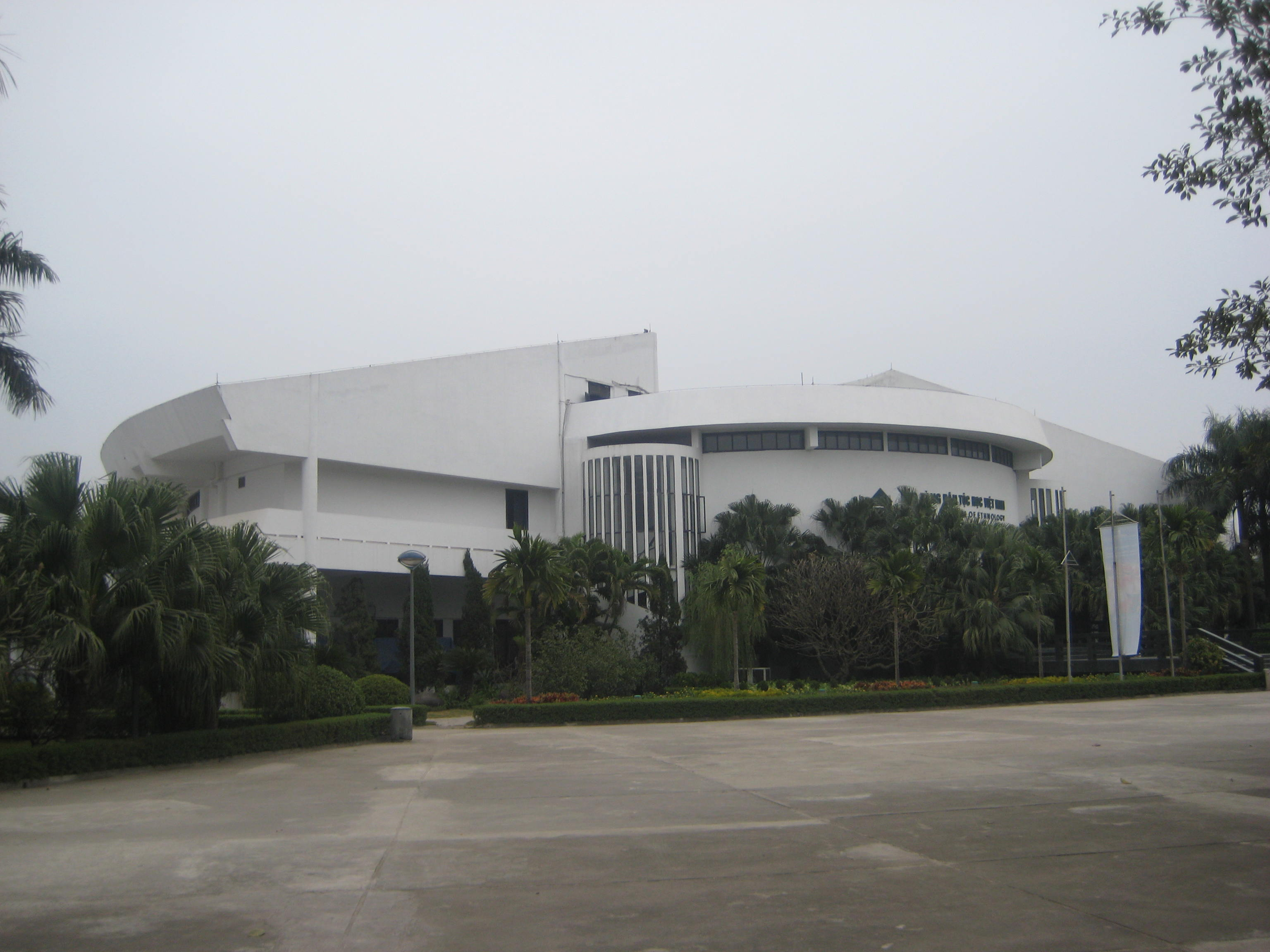
Außenansicht
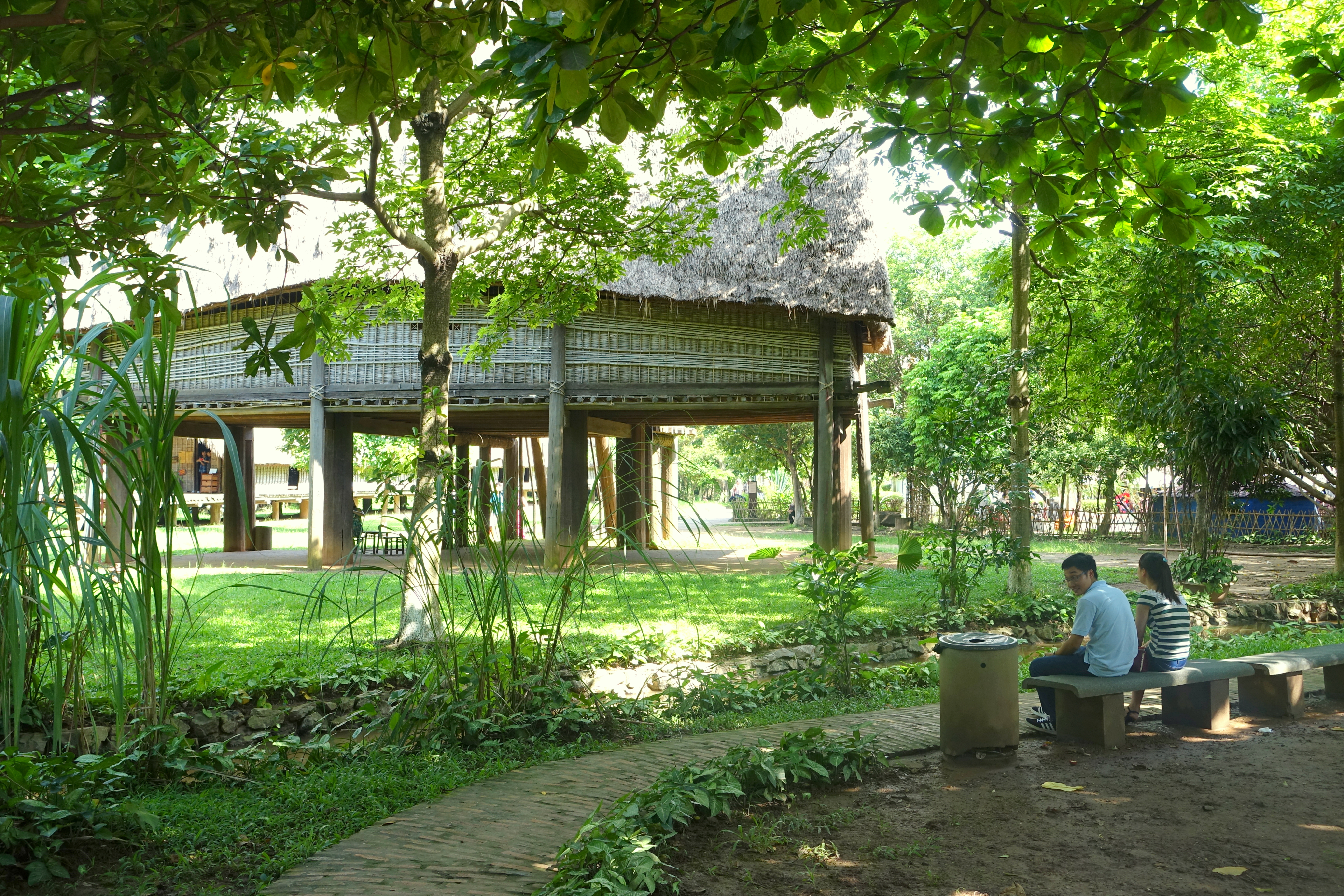
Im Außenbereich des Museums
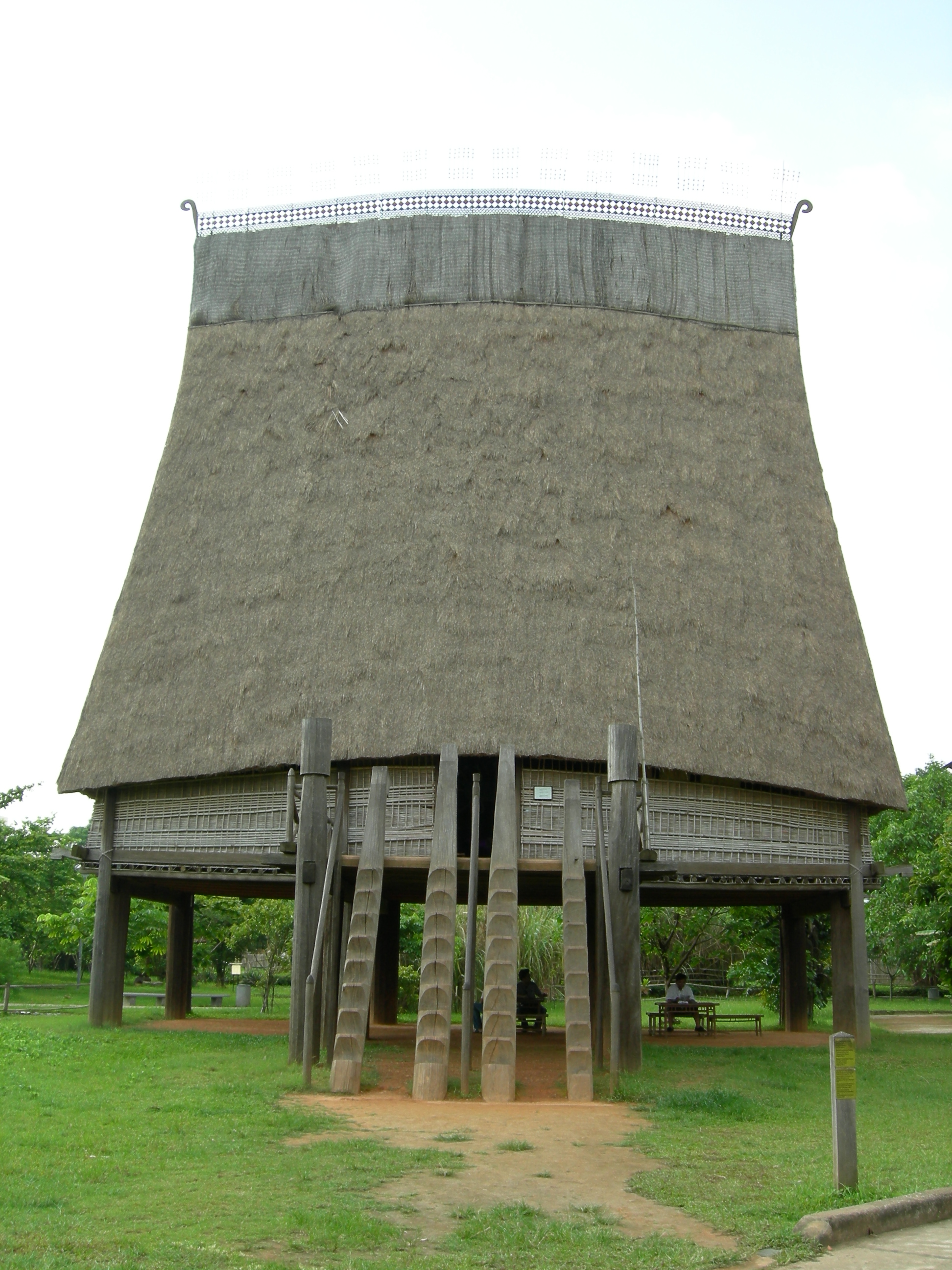
Pfahlhaus, Außenbereich. (Nachbau, gesponsert von der Bundesrepublik Deutschland)
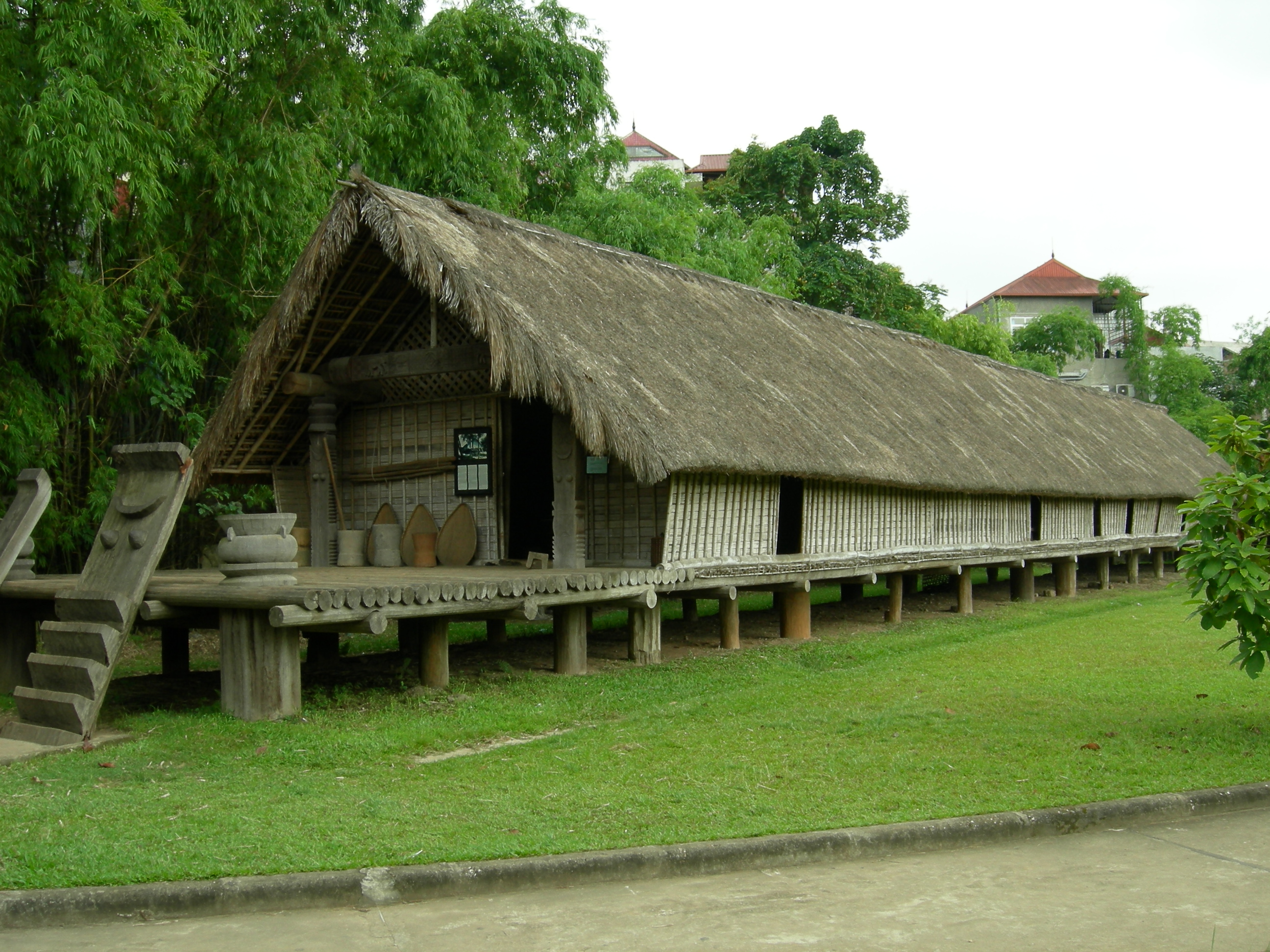
Langhaus, Nachbau im Außenbereich des Museums